# Coppa del mondo di atletica leggera 2006
La decima edizione della Coppa del mondo di atletica leggera si disputò dal 16 al 17 settembre 2006 allo Stadio Olimpico di Atene, dove si erano svolte le Olimpiadi due anni prima.
Oltre alle due squadre nazionali (maschile e femminile) della Grecia, paese organizzatore, la manifestazione vide per la prima volta la partecipazione della nazionale francese maschile e della nazionale polacca femminile, che nell'ultima edizione della Coppa Europa erano state rispettivamente prima nella classifica maschile e seconda in quella femminile.
La selezione europea si aggiudicò la classifica maschile, mentre la competizione femminile vide la nazionale russa bissare il successo ottenuto nell'edizione precedente.

## Risultati

### 100 m
| Pos. | Naz. | Atleta            | Ris.     |
| ---- | ---- | ----------------- | -------- |
| 1    | USA  | Tyson Gay         | 9.88     |
| 2    | EUR  | Francis Obikwelu  | 10.09    |
| 3    | AME  | Marc Burns        | 10.14    |
| 4    | AFR  | Uchenna Emedolu   | 10.14 SB |
| 5    | FRA  | Ronald Pognon     | 10.17    |
| 6    | ASI  | Yaozu Yang        | 10.21 PB |
| 7    | RUS  | Andrey Yepishin   | 10.27    |
| 8    | OCE  | Patrick Johnson   | 10.28    |
| 9    | GRE  | Anastasios Gousis | 10.34    |

| Pos. | Naz. | Atleta           | Ris.     |
| ---- | ---- | ---------------- | -------- |
| 1    | AME  | Sherone Simpson  | 10.97    |
| 2    | USA  | Torri Edwards    | 11.19    |
| 3    | AFR  | Vida Anim        | 11.21 SB |
| 4    | EUR  | Kim Gevaert      | 11.24    |
| 5    | RUS  | Yuliya Gushchina | 11.39    |
| 6    | GRE  | Yeoryia Kokloni  | 11.40    |
| 7    | ASI  | Guzel Khubbieva  | 11.43 SB |
| 8    | OCE  | Sally McLellan   | 11.44    |
| 9    | POL  | Daria Onysko     | 11.49    |

### 200 m
| Pos. | Sq. | Atleta            | Ris.  |
| ---- | --- | ----------------- | ----- |
| 1    | USA | Wallace Spearmon  | 19.87 |
| 2    | AME | Usain Bolt        | 19.96 |
| 3    | ASI | Shingo Suetsugu   | 20.30 |
| 4    | EUR | Francis Obikwelu  | 20.36 |
| 5    | OCE | Patrick Johnson   | 20.52 |
| 6    | GRE | Anastasios Gousis | 20.69 |
| 7    | RUS | Ivan Teplykh      | 20.94 |
| 8    | AFR | Stéphan Buckland  | 20.96 |
| 9    | FRA | Manuel Reynaert   | 21.87 |

| Pos. | Sq. | Atleta              | Ris.     |
| ---- | --- | ------------------- | -------- |
| 1    | USA | Sanya Richards      | 22.23    |
| 2    | EUR | Kim Gevaert         | 22.72    |
| 3    | AFR | Vida Anim           | 22.81 PB |
| 4    | RUS | Yuliya Gushchina    | 22.96    |
| 5    | POL | Monika Bejnar       | 23.21    |
| 6    | ASI | Guzel Khubbieva     | 23.34    |
| 7    | AME | Cydonie Mothersille | 23.50    |
| 8    | GRE | Hariklia Bouda      | 23.52    |
| 9    | OCE | Melanie Kleeberg    | 23.86    |

### 400 m
| Pos. | Sq. | Atleta               | Ris.     |
| ---- | --- | -------------------- | -------- |
| 1    | USA | LaShawn Merritt      | 44.54    |
| 2    | AFR | Gary Kikaya          | 44.66    |
| 3    | GRE | Dimitrios Regas      | 45.11 NR |
| 4    | AME | Alleyne Francique    | 45.30    |
| 5    | EUR | Daniel Dabrowski     | 45.61    |
| 6    | RUS | Vladislav Frolov     | 45.76    |
| 7    | FRA | Marc Raquil          | 46.26    |
| 8    | OCE | Clinton Hill         | 46.41    |
| 9    | ASI | Rohan Pradeep Kumara | 47.35    |

| Pos. | Sq. | Atleta             | Ris.     |
| ---- | --- | ------------------ | -------- |
| 1    | USA | Sanya Richards     | 48.70 WL |
| 2    | EUR | Vanja Stambolova   | 50.09    |
| 3    | AME | Novlene Williams   | 50.24    |
| 4    | RUS | Tatyana Veshkurova | 50.50    |
| 5    | GRE | Fanī Chalkia       | 50.94 SB |
| 6    | AFR | Amy Mbacké Thiam   | 51.39    |
| 7    | ASI | Olga Tereshkova    | 52.57    |
| 8    | POL | Grazyna Prokopek   | 53.29    |
| 9    | OCE | Rosemary Hayward   | 54.01    |

### 800 m
| Pos. | Sq. | Atleta                 | Ris.    |
| ---- | --- | ---------------------- | ------- |
| 1    | ASI | Yusuf Saad Kamel       | 1:44.98 |
| 2    | EUR | Bram Som               | 1:45.13 |
| 3    | AFR | Mbulaeni Mulaudzi      | 1:45.14 |
| 4    | AME | Gary Reed              | 1:45.54 |
| 5    | RUS | Dmitriy Bogdanov       | 1:46.31 |
| 6    | USA | Khadevis Robinson      | 1:46.45 |
| 7    | FRA | Florent Lacasse        | 1:47.30 |
| 8    | OCE | Jason Stewart          | 1:49.01 |
| 9    | GRE | Efthimios Papadopoulos | 1:49.45 |

| Pos. | Sq. | Atleta           | Ris.    |
| ---- | --- | ---------------- | ------- |
| 1    | AME | Zulia Calatayud  | 2:00.06 |
| 2    | AFR | Janeth Jepkosgei | 2:00.09 |
| 3    | RUS | Olga Kotlyarova  | 2:00.84 |
| 4    | EUR | Rebecca Lyne     | 2:00.97 |
| 5    | POL | Aneta Lemiesz    | 2:01.53 |
| 6    | USA | Hazel Clark      | 2:01.83 |
| 7    | ASI | Pinki Parmanik   | 2:03.28 |
| 8    | GRE | Eleni Filandra   | 2:05.14 |
| 9    | OCE | Libby Allen      | 2:07.31 |

### 1500 m
| Pos. | Sq. | Atleta                      | Ris.    |
| ---- | --- | --------------------------- | ------- |
| 1    | AFR | Alex Kipchirchir            | 3:52.60 |
| 2    | EUR | Ivan Heshko                 | 3:53.33 |
| 3    | OCE | Nicholas Willis             | 3:54.76 |
| 4    | USA | Gabriel Jennings            | 3:55.09 |
| 5    | RUS | Ramil Aritkulov             | 3:55.11 |
| 6    | AME | Nathan Brannen              | 3:55.16 |
| 7    | ASI | Abdulrahman Suleiman        | 3:55.67 |
| 8    | FRA | Mahiedine Mekhissi-Benabbad | 3:55.89 |
| 9    | GRE | Panayiotis Ikonomou         | 3:59.00 |

| Pos. | Sq. | Atleta               | Ris.    |
| ---- | --- | -------------------- | ------- |
| 1    | ASI | Maryam Yusuf Jamal   | 4:00.84 |
| 2    | RUS | Tatyana Tomashova    | 4:02.45 |
| 3    | OCE | Sarah Jamieson       | 4:02.82 |
| 4    | EUR | Daniela Yordanova    | 4:02.97 |
| 5    | POL | Lidia Chojecka       | 4:06.52 |
| 6    | AME | Carmen Douma-Hussar  | 4:07.36 |
| 7    | AFR | Nouria Mérah-Benida  | 4:10.25 |
| 8    | USA | Treniere Clement     | 4:13.55 |
| 9    | GRE | Kalliopi Astropekaki | 4:40.68 |

### 3000 m
| Pos. | Sq. | Atleta              | Ris.       |
| ---- | --- | ------------------- | ---------- |
| 1    | OCE | Craig Mottram       | 7:32.19 CR |
| 2    | AFR | Kenenisa Bekele     | 7:36.25    |
| 3    | FRA | Driss Maazouzi      | 7:47.80 SB |
| 4    | AME | Kevin Sullivan      | 7:47.99    |
| 5    | USA | Adam Goucher        | 7:48.15    |
| 6    | EUR | Jesús España        | 7:50.09    |
| 7    | RUS | Sergej Ivanov       | 7:52.80    |
| 8    | ASI | Tareq Mubarak Taher | 8:03.70    |
| 9    | GRE | Anastasios Fraggos  | 8:17.30    |

| Pos. | Sq. | Atleta           | Ris.       |
| ---- | --- | ---------------- | ---------- |
| 1    | AFR | Tirunesh Dibaba  | 8:33.78 CR |
| 2    | POL | Lidia Chojecka   | 8:39.69    |
| 3    | USA | Kara Goucher     | 8:41.42 PB |
| 4    | OCE | Eloise Wellings  | 8:41.78 PB |
| 5    | ASI | Kayoko Fukushi   | 8:44.58 SB |
| 6    | EUR | Krisztina Papp   | 8:51.15    |
| 7    | RUS | Yuliya Chizhenko | 8:59.67 SB |
| 8    | GRE | Maria Protopappa | 9:00.15 SB |
| 9    | AME | Megan Metcalfe   | 9:04.90    |

### 5000 m
| Pos. | Sq. | Atleta                    | Ris.     |
| ---- | --- | ------------------------- | -------- |
| 1    | ASI | Saif Saaeed Shaheen       | 13:35.30 |
| 2    | AFR | Mike Kipruto Kigen        | 13:36.19 |
| 3    | USA | Matthew Tegenkamp         | 13:36.83 |
| 4    | EUR | Jan Fitschen              | 13:45.38 |
| 5    | AME | Marílson Gomes dos Santos | 13:47.15 |
| 6    | FRA | Khalid Zoubaa             | 13:49.44 |
| 7    | RUS | Sergej Ivanov             | 13:50.16 |
| 8    | OCE | Adrian Blincoe            | 14:03.29 |
| 9    | GRE | Padeleimon Savvopoulos    | 14:26.62 |

| Pos. | Sq. | Atleta              | Ris.        |
| ---- | --- | ------------------- | ----------- |
| 1    | AFR | Meseret Defar       | 14:39.11 CR |
| 2    | RUS | Liliya Shobukhova   | 15:05.33    |
| 3    | ASI | Kayoko Fukushi      | 15:06.69    |
| 4    | OCE | Kimberley Smith     | 15:12.15    |
| 5    | USA | Lauren Fleshman     | 15:17.65    |
| 6    | EUR | Sabrina Mockenhaupt | 15:34.61    |
| 7    | GRE | Maria Protopappa    | 15:49.50    |
| 8    | POL | Katarzyna Kowalska  | 16:18.35    |
| 9    | AME | Peres Lucélia       | 16:23.72    |

### 3000 m siepi
| Pos. | Sq. | Atleta                   | Ris.       |
| ---- | --- | ------------------------ | ---------- |
| 1    | ASI | Saif Saaeed Shaheen      | 8:19.09 CR |
| 2    | AFR | Paul Kipsiele Koech      | 8:19.37    |
| 3    | FRA | Bouabdellah Tahri        | 8:29.06    |
| 4    | EUR | Jukka Keskisalo          | 8:29.42    |
| 5    | OCE | Youcef Abdi              | 8:36.13    |
| 6    | RUS | Pavel Potapovich         | 8:38.95    |
| 7    | USA | Steve Slattery           | 8:43.15    |
| 8    | AME | Fernando Alex Fernandes  | 8:51.33    |
| 9    | GRE | Arbedo-Alexandros Litsis | 9:10.83    |

| Pos. | Sq. | Atleta            | Ris.     |
| ---- | --- | ----------------- | -------- |
| 1    | EUR | Alesia Turava     | 9:29.10  |
| 2    | AFR | Jeruto Kiptum     | 9:31.44  |
| 3    | POL | Wioletta Janowska | 9:35.08  |
| 4    | OCE | Victoria Mitchell | 9:36.34  |
| 5    | RUS | Tatyana Petrova   | 9:36.50  |
| 6    | AME | Korene Hinds      | 9:47.86  |
| 7    | USA | Lisa Galaviz      | 9:49.32  |
| 8    | ASI | Minori Hayakari   | 9:49.49  |
| 9    | GRE | Irini Kokkinariou | 10:35.78 |

### 100/110 m ostacoli
| Pos. | Sq. | Atleta              | Ris.     |
| ---- | --- | ------------------- | -------- |
| 1    | USA | Allen Johnson       | 12.96 CR |
| 2    | ASI | Liu Xiang           | 13.03    |
| 3    | AME | Dayron Robles       | 13.06    |
| 4    | EUR | Staņislavs Olijars  | 13.15 SB |
| 5    | FRA | Cédric Lavanne      | 13.56    |
| 6    | RUS | Igor Peremota       | 13.57    |
| 7    | OCE | James Mortimer      | 13.94    |
| 8    | GRE | Theopistos Mavridis | 13.96    |
| 9    | AFR | Aymen Ben Ahmed     | 14.08    |

| Pos. | Sq. | Atleta                 | Ris.     |
| ---- | --- | ---------------------- | -------- |
| 1    | AME | Brigitte Foster-Hylton | 12.67    |
| 2    | EUR | Susanna Kallur         | 12.77    |
| 3    | USA | Virginia Powell        | 12.90    |
| 4    | OCE | Sally McLellan         | 12.95 PB |
| 5    | POL | Aurelia Trywiańska     | 12.97    |
| 6    | RUS | Sasha Gradiva          | 13.12    |
| 7    | GRE | Flōra Rentoumī         | 13.23    |
| 8    | AFR | Toyin Augustus         | 13.27    |
| 9    | ASI | Feng Yun               | 13.32    |

### 400 m ostacoli
| Pos. | Sq. | Atleta               | Ris.  |
| ---- | --- | -------------------- | ----- |
| 1    | USA | Kerron Clement       | 48.12 |
| 2    | AFR | L. J. van Zyl        | 48.35 |
| 3    | EUR | Marek Plawgo         | 48.76 |
| 4    | AME | Kemel Thompson       | 48.80 |
| 5    | FRA | Naman Keïta          | 49.53 |
| 6    | RUS | Aleksandr Derevjagin | 49.83 |
| 7    | OCE | Tristan Thomas       | 50.00 |
| 8    | GRE | Minas Alozidis       | 51.12 |
| 9    | ASI | Yevgeniy Meleshenko  | 51.55 |

| Pos. | Sq. | Atleta                     | Ris.     |
| ---- | --- | -------------------------- | -------- |
| 1    | RUS | Yuliya Nosova              | 53.88    |
| 2    | USA | Lashinda Demus             | 54.06    |
| 3    | POL | Anna Jesień                | 54.48 SB |
| 4    | EUR | Tetiana Tereschuk-Antipova | 54.55    |
| 5    | AME | Daimí Pernía               | 54.60 SB |
| 6    | ASI | Xiaoxiao Huang             | 55.06 SB |
| 7    | AFR | Janet Wienand              | 56.31    |
| 8    | GRE | Hristina Hantzi-Neag       | 56.35 SB |
| 9    | OCE | Lauren Boden               | 58.22    |

### Salto in alto
| Pos. | Sq. | Atleta             | Ris. |
| ---- | --- | ------------------ | ---- |
| 1    | EUR | Tomáš Janku        | 228  |
| 2    | RUS | Andrei Silnov      | 224  |
| 3    | USA | Tora Harris        | 224  |
| 4    | AFR | Kabelo Kgosiemang  | 220  |
| 5    | GRE | Dimitrios Sirrakos | 220  |
| 6    | AME | Jessé de Lima      | 215  |
| 7    | FRA | Mustapha Raifak    | 210  |
| 8    | OCE | Liam Zamel-Paez    | 205  |
|      | ASI | Haiqiang Huang     | DNS  |

| Pos. | Sq. | Atleta               | Ris.   |
| ---- | --- | -------------------- | ------ |
| 1    | RUS | Jelena Slesarenko    | 197    |
| 2    | EUR | Tia Hellebaut        | 197    |
| 3    | ASI | Marina Aitova        | 194 PB |
| 3    | USA | Amy Acuff            | 194    |
| 5    | AME | Nicole Forrester     | 194 PB |
| 6    | POL | Anna Ksok            | 187    |
| 7    | GRE | Persefoni Hatzinakou | 183    |
| 7    | AFR | Rene van der Merwe   | 183    |
| 9    | OCE | Angela McKee         | 179    |

### Salto con l'asta
| Pos. | Sq. | Atleta              | Ris. |
| ---- | --- | ------------------- | ---- |
| 1    | OCE | Steven Hooker       | 580  |
| 2    | ASI | Daichi Sawano       | 570  |
| 3    | AME | Germán Chiaraviglio | 570  |
| 4    | FRA | Romain Mesnil       | 560  |
| 5    | USA | Russ Buller         | 550  |
| 6    | AFR | Okkert Brits        | 550  |
| 7    | EUR | Aleksandr Averbukh  | 550  |
| 8    | GRE | Stavros Kouroupakis | 540  |
| 9    | RUS | Dmitry Starodubtsev | 520  |

| Pos. | Sq. | Atleta              | Ris.   |
| ---- | --- | ------------------- | ------ |
| 1    | RUS | Yelena Isinbayeva   | 460 CR |
| 2    | AME | Fabiana Murer       | 455    |
| 3    | ASI | Shuying Gao         | 450 SB |
| 4    | EUR | Martina Strutz      | 440    |
| 5    | POL | Monika Pyrek        | 430    |
| 6    | GRE | Afroditi Skafida    | 415    |
| 7    | AFR | Syrine Balti        | 400    |
|      | USA | Jennifer Stuczynski | NM     |
|      | OCE | Kym Howe            | NM     |

### Salto in lungo
| Pos. | Sq. | Atleta                       | Ris. |
| ---- | --- | ---------------------------- | ---- |
| 1    | AME | Irving Saladino              | 826  |
| 2    | EUR | Andrew Howe                  | 812  |
| 3    | ASI | Mohammed Salman Al Khuwalidi | 811  |
| 4    | AFR | Ignisious Gaisah             | 809  |
| 5    | FRA | Salim Sdiri                  | 803  |
| 6    | USA | Brian Johnson                | 788  |
| 7    | RUS | Ruslan Gataullin             | 764  |
| 8    | OCE | Fabrice Lapierre             | 758  |
|      | GRE | Loúis Tsátoumas              | NM   |

| Pos. | Sq. | Atleta                 | Ris. |
| ---- | --- | ---------------------- | ---- |
| 1    | RUS | Lyudmila Kolchanova    | 678  |
| 2    | EUR | Naide Gomes            | 668  |
| 3    | GRE | Chrysopīgī Devetzī     | 664  |
| 4    | OCE | Bronwyn Thompson       | 663  |
| 5    | POL | Malgorzata Trybanska   | 641  |
| 6    | USA | Rose Richmond          | 638  |
| 7    | AME | Keila Costa            | 633  |
| 8    | ASI | Olga Rypakova          | 621  |
| 9    | AFR | Joséphine Mbarga-Bikié | 587  |

### Salto triplo
| Pos. | Sq. | Atleta                 | Ris.  |
| ---- | --- | ---------------------- | ----- |
| 1    | USA | Walter Davis           | 17.54 |
| 2    | AME | Jadel Gregório         | 17.41 |
| 3    | EUR | Marian Oprea           | 17.05 |
| 4    | ASI | Yanxi Li               | 16.87 |
| 5    | RUS | Danil Burkenya         | 16.84 |
| 6    | AFR | Tarik Bougtaïb         | 16.57 |
| 7    | FRA | Julien Kapek           | 16.56 |
| 8    | OCE | Alwyn Jones            | 16.42 |
|      | GRE | Konstadinos Zalaggitis | NM    |

| Pos. | Sq. | Atleta               | Ris.  |
| ---- | --- | -------------------- | ----- |
| 1    | RUS | Tatjana Lebedeva     | 15.13 |
| 2    | GRE | Chrysopīgī Devetzī   | 15.04 |
| 3    | AFR | Yamilé Aldama        | 14.78 |
| 4    | AME | Trecia Smith         | 14.64 |
| 5    | ASI | Anastasiya Juravleva | 14.54 |
| 6    | EUR | Olha Saladuha        | 14.16 |
| 7    | USA | Shani Marks          | 13.79 |
| 8    | POL | Aleksandra Fila      | 13.34 |
| 9    | OCE | Linda Allen          | 12.95 |

### Getto del peso
| Pos. | Sq. | Atleta                 | Ris.  |
| ---- | --- | ---------------------- | ----- |
| 1    | EUR | Ralf Bartels           | 20.67 |
| 2    | USA | Reese Hoffa            | 20.60 |
| 3    | RUS | Pavel Sofin            | 20.45 |
| 4    | OCE | Scott Martin           | 20.25 |
| 5    | AME | Dorian Scott           | 20.21 |
| 6    | FRA | Gaëtan Bucki           | 19.40 |
| 7    | ASI | Navpreet Singh         | 18.43 |
| 8    | AFR | Yasser Ibrahim Farag   | 18.23 |
| 9    | GRE | Andreas Anastasopoulos | 17.06 |

| Pos. | Sq. | Atleta             | Ris.     |
| ---- | --- | ------------------ | -------- |
| 1    | OCE | Valerie Vili       | 19.87    |
| 2    | RUS | Olga Ryabinkina    | 19.54 SB |
| 3    | AME | Yumileidi Cumbá    | 19.12    |
| 4    | EUR | Natallia Kharaneka | 19.06    |
| 5    | ASI | Li Ling            | 19.05 PB |
| 6    | USA | Jillian Camarena   | 18.43    |
| 7    | POL | Krystyna Zabawska  | 17.74    |
| 8    | AFR | Vivian Chukwuemeka | 17.72    |
| 9    | GRE | Irini Terzoglou    | 16.32    |

### Lancio del disco
| Pos. | Sq. | Atleta                | Ris.     |
| ---- | --- | --------------------- | -------- |
| 1    | EUR | Virgilijus Alekna     | 67.19    |
| 2    | ASI | Ehsan Hadadi          | 62.60 PB |
| 3    | USA | Ian Waltz             | 62.12    |
| 4    | AFR | Omar Ahmed El Ghazaly | 61.50    |
| 5    | OCE | Scott Martin          | 60.93    |
| 6    | FRA | Jean-Claude Retel     | 58.18    |
| 7    | RUS | Bogdan Piščal'nikov   | 58.17    |
| 8    | GRE | Stefanos Konstas      | 58.17    |
| 9    | AME | Jason Tunks           | 56.92    |

| Pos. | Sq. | Atleta               | Ris.  |
| ---- | --- | -------------------- | ----- |
| 1    | EUR | Franka Dietzsch      | 66.07 |
| 2    | USA | Aretha Thurmond      | 61.83 |
| 3    | ASI | Aimin Song           | 61.47 |
| 4    | RUS | Dar'ja Piščal'nikova | 61.39 |
| 5    | POL | Wioletta Potępa      | 60.82 |
| 6    | OCE | Dani Samuels         | 59.68 |
| 7    | AME | Yania Ferrales       | 58.93 |
| 8    | AFR | Elizna Naude         | 56.11 |
| 9    | GRE | Areti Abatzi         | 53.66 |

### Lancio del martello
| Pos. | Sq. | Atleta                   | Ris.     |
| ---- | --- | ------------------------ | -------- |
| 1    | ASI | Kōji Murofushi           | 82.01 SB |
| 2    | EUR | Ivan Tikhon              | 80.00    |
| 3    | RUS | Ilya Konovalov           | 77.14    |
| 4    | USA | Alfred Kruger            | 75.53    |
| 5    | GRE | Alexandros Papadimitriou | 74.13    |
| 6    | AME | James Steacy             | 74.04    |
| 7    | AFR | Chris Harmse             | 73.94    |
| 8    | OCE | Stuart Rendell           | 71.99    |
| 9    | FRA | Christophe Épalle        | 71.43    |

| Pos. | Sq. | Atleta                 | Ris.     |
| ---- | --- | ---------------------- | -------- |
| 1    | POL | Kamila Skolimowska     | 75.29 CR |
| 2    | RUS | Tatyana Lysenko        | 74.44    |
| 3    | AME | Yipsi Moreno           | 73.99    |
| 4    | ASI | Wenxiu Zhang           | 71.19    |
| 5    | EUR | Maryia Smaliachkova    | 68.93    |
| 6    | USA | Erin Gilreath          | 67.39    |
| 7    | OCE | Brooke Krueger-Billett | 65.92    |
| 8    | GRE | Alexandra Papayeoryiou | 65.22    |
| 9    | AFR | Marwa Hussein          | 60.23    |

### Lancio del giavellotto
| Pos. | Sq. | Atleta              | Ris.     |
| ---- | --- | ------------------- | -------- |
| 1    | EUR | Andreas Thorkildsen | 87.17    |
| 2    | AFR | Gerhardus Pienaar   | 83.62    |
| 3    | RUS | Alexandr Ivanov     | 81.87    |
| 4    | ASI | Chen Qi             | 79.20    |
| 5    | GRE | Yeoryios Iltsios    | 75.74    |
| 6    | OCE | Stuart Farquhar     | 74.55    |
| 7    | USA | Rob Minnitti        | 73.40    |
| 8    | FRA | Bérenger Demerval   | 67.68    |
| 9    | AME | Robinson Pratt      | 29.02 PB |

| Pos. | Sq. | Atleta            | Ris.  |
| ---- | --- | ----------------- | ----- |
| 1    | EUR | Steffi Nerius     | 63.37 |
| 2    | AME | Sonia Bisset      | 61.74 |
| 3    | AFR | Justine Robbeson  | 61.38 |
| 4    | POL | Barbara Madejczyk | 59.63 |
| 5    | OCE | Kimberley Mickle  | 58.52 |
| 6    | GRE | Savva Lika        | 58.36 |
| 7    | RUS | Lada Chernova     | 58.29 |
| 8    | USA | Kim Kreiner       | 54.34 |
| 9    | ASI | Ning Ma           | 52.54 |

### Staffetta 4 x 100 m
| Pos. | Sq. | Atleta                                                                      | Ris.     |
| ---- | --- | --------------------------------------------------------------------------- | -------- |
| 1    | USA | Kaaron Conwright, Wallace Spearmon, Tyson Gay, Jason Smoots                 | 37.59 CR |
| 2    | EUR | Dwain Chambers, Dwayne Grant, Marlon Devonish, Mark Lewis-Francis           | 38.45 PB |
| 3    | ASI | Naoki Tsukahara, Shingo Suetsugu, Shinji Takahira, Shigeyuki Kojima         | 38.51 PB |
| 4    | RUS | Maksim Mokrousov, Mikhail Yegorychev, Roman Smirnov, Andrey Yepishin        | 38.78 SB |
| 5    | AFR | Adetoyi Durotoye, Uchenna Emedolu, Stéphan Buckland, Eric Nkansah           | 38.87 SB |
| 6    | OCE | Daniel Batman, Patrick Johnson, Ambrose Ezenwa, Aaron Rouge-Serret          | 39.48 SB |
| 7    | FRA | Oudéré Kankarafou, Dimitri Demoniere, Fabrice Calligny, Issa-Aimé Nthépé    | 39.67    |
| 8    | GRE | Ioannis Politis, Andreas Karayiannis, Aristidis Petridis, Panayiotis Sarris | 39.84    |
|      | AME | Dwight Thomas, Marc Burns, Christopher Williams, Asafa Powell               | DNF      |

| Pos. | Sq. | Atleta                                                                     | Ris.     |
| ---- | --- | -------------------------------------------------------------------------- | -------- |
| 1    | AME | Aleen Bailey, Debbie Ferguson, Cydonie Mothersille, Sherone Simpson        | 42.26 WL |
| 2    | RUS | Yuliya Gushchina, Natalya Rusakova, Irina Khabarova, Yekaterina Grigoryeva | 42.36 SB |
| 3    | AFR | Francisca Idoko, Endurance Ojokolo, Esther Dankwah, Vida Anim              | 43.61 SB |
| 4    | POL | Ewelina Klocek, Daria Onysko, Dorota Dydo, Beata Szkudlarz                 | 43.91 SB |
| 5    | OCE | Preya Carey, Sally McLellan, Melanie Kleeberg, Fiona Cullen                | 44.26 SB |
| 6    | ASI | Sangwan Jaksunin, Oranut Klomdee, Jutamass Thavoncharoen, Nongnuch Sanrat  | 44.27 SB |
| 7    | GRE | Hariklia Bouda, Zoi Nerantzidou, Eleftheria Kobidou, Yeoryia Kokloni       | 44.29    |
| 8    | EUR | Anyika Onuora, Emma Ania, Emily Freeman, Joice Maduaka                     | 47.61 SB |
|      | USA | Wyllesheia Myrick, Stephanie Durst, Me'Lisa Barber, Torri Edwards          | DQ       |

### Staffetta 4 x 400 m
| Pos. | Sq. | Atleta                                                                                 | Ris.       |
| ---- | --- | -------------------------------------------------------------------------------------- | ---------- |
| 1    | USA | Jamel Ashley, Derrick Brew, LaShawn Merritt, Darold Williamson                         | 3:00.11    |
| 2    | AME | Chris Brown, Michael Blackwood, Carlos Santa, Alleyne Francique                        | 3:00.14 SB |
| 3    | AFR | Paul Gorries, Gary Kikaya, Young Talkmore Nyongani, Malik Louahla                      | 3:00.88 PB |
| 4    | FRA | Brice Panel, Leslie Djhone, Naman Keïta, Marc Raquil                                   | 3:03.85    |
| 5    | EUR | Rafal Wieruszewski, Kamghe Gaba, Daniel Dabrowski, Andrea Barberi                      | 3:03.90 PB |
| 6    | RUS | Dmitriy Petrov, Vladislav Frolov, Aleksandr Derevyagin, Yevgeniy Lebedev               | 3:04.15    |
| 7    | ASI | Prasanna Sampath Amarasekara, Yuzo Kanemaru, Hamed Hamadan Al-Bishi, Mohammed Al Salhi | 3:04.67 SB |
| 8    | OCE | Tristan Thomas, Daniel Batman, Clinton Hill, Sean Wroe                                 | 3:05.54 SB |
| 9    | GRE | Stilianos Dimotsios, Padeleimon Melahrinoudis, Yeoryios Doupis, Dimitrios Regas        | 3:09.68    |

| Pos. | Sq. | Atleta                                                                           | Ris.       |
| ---- | --- | -------------------------------------------------------------------------------- | ---------- |
| 1    | AME | Shericka Williams, Tonique Williams-Darling, Christine Amertil, Novlene Williams | 3:19.84 WL |
| 2    | USA | DeeDee Trotter, Monique Henderson, Moushaumi Robinson, Lashinda Demus            | 3:20.69 SB |
| 3    | RUS | Svetlana Pospelova, Olga Kotlyarova, Yulia Nosova, Tatyana Veshkurova            | 3:21.21 SB |
| 4    | EUR | Mariyana Dimitrova, Nataliya Pyhyda, Ilona Usovich, Vania Stambolova             | 3:22.35 PB |
| 5    | POL | Grazyna Prokopek, Monika Bejnar, Aneta Lemiesz, Anna Jesień                      | 3:27.22    |
| 6    | AFR | Amy Mbacké Thiam, Louise Ayétotché, Amantle Montsho, Christy Ekpukhon            | 3:27.65 SB |
| 7    | GRE | Hristina Hantzi-Neag, Stiliani Dimoglou, Alena-Maria Padi, Dimitra Dova          | 3:35.79    |
| 8    | OCE | Rosemary Hayward, Caitlin Willis, Angeline Blackburn, Rebecca Irwin              | 3:36.36 SB |
| 9    | ASI | Asami Tanno, Chitra K. Soman, Sathi Geetha, Manjeet Kaur                         | 3:38.85 SB |

## Classifiche
| Pos. | Squadra     | Punti |
| ---- | ----------- | ----- |
| 1    | Europa      | 140   |
| 2    | Stati Uniti | 136   |
| 3    | Africa      | 116   |
| 4    | Asia        | 110   |
| 5    | Americhe    | 104   |
| 6    | Russia      | 89    |
| 7    | Francia     | 79    |
| 8    | Oceania     | 78    |
| 9    | Grecia      | 44    |

| Pos. | Squadra     | Punti |
| ---- | ----------- | ----- |
| 1    | Russia      | 137   |
| 2    | Europa      | 128   |
| 3    | Americhe    | 117   |
| 4    | Stati Uniti | 101.5 |
| 5    | Polonia     | 97    |
| 6    | Africa      | 96.5  |
| 7    | Asia        | 85.5  |
| 8    | Oceania     | 73    |
| 9    | Grecia      | 60.5  |